# 1862 en musique classique
| \| • Retour à la chronologie générale de la musique classique • \| |
| Grèce • Rome • Haut Moyen Âge • VIIIe siècle • IXe siècle • Xe siècle • XIe siècle XIIe siècle • XIIIe siècle • XIVe siècle • XVe siècle • XVIe siècle • XVIIe siècle XVIIIe siècle • XIXe siècle • XXe siècle • XXIe siècle |
| • Retour à la chronologie générale de la musique classique • |

| Années en musique classique : 1859 - 1860 - 1861 - 1862 - 1863 - 1864 - 1865    |
| Décennies en musique classique : 1830 - 1840 - 1850 - 1860 - 1870 - 1880 - 1890 |

## Événements
- 29 février : La Reine de Saba, opéra de Charles Gounod, créé à Paris.
- 26 avril : Die Kartenschlägerin, opérette de Franz von Suppé, créée à Vienne.
- 9 août : Béatrice et Bénédict, opéra-comique d'Hector Berlioz, créé à Baden-Baden.
- 20 septembre : Inauguration du Conservatoire Rimski-Korsakov de Saint-Pétersbourg.
- 10 novembre : La forza del destino, opéra de Giuseppe Verdi, créé à Saint-Pétersbourg.
- 27 novembre : le Concerto pour violon no 2 en ré mineur de Henryk Wieniawski, créé à Saint-Pétersbourg sous la direction d'Anton Rubinstein.

Date indéterminée
- Hector Berlioz publie À travers chants.
- Prélude, Fugue et Variation pour orgue, composé par César Franck.
- La jeune soprano colorature italienne Adelina Patti, après son triomphe à Londres dans La sonnambula de Bellini, fait ses débuts à Paris dans la même œuvre et conquiert le difficile public parisien.
- Première édition du catalogue chronologique des œuvres de Wolfgang Amadeus Mozart par Ludwig von Köchel
- Quintette avec piano, de Joachim Raff.
- Fondation du groupe des Cinq, en réaction contre l’académisme en Russie (Balakirev, César Cui, Moussorgski, Borodine, Rimski-Korsakov).
- Création du conservatoire de musique de Saint-Pétersbourg.

## Naissances

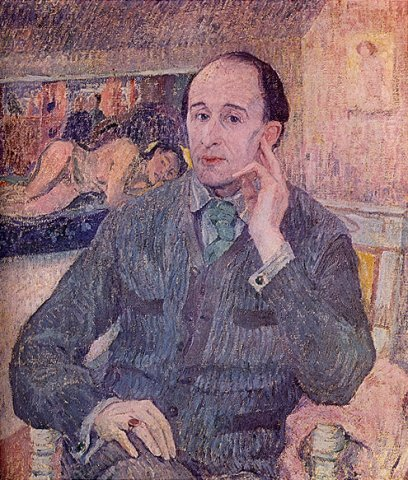
Frederick Delius

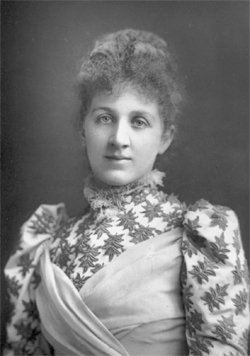
Liza Lehmann

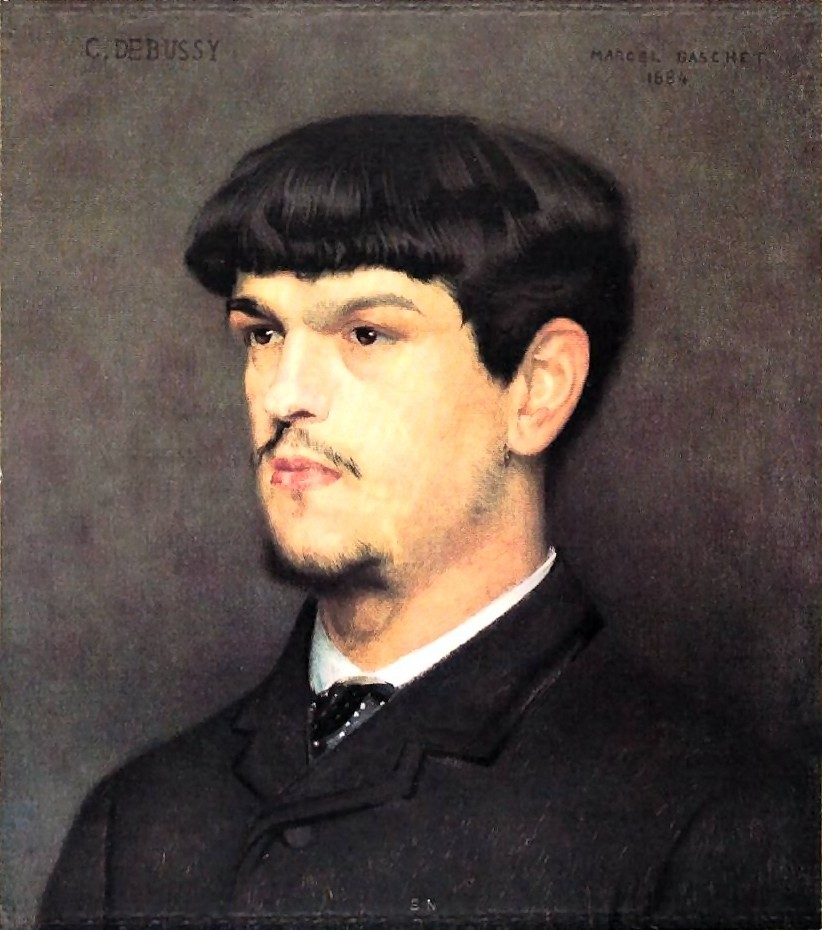
Claude Debussy

- 9 janvier : Guglielmo Andreoli junior, pianiste, professeur et compositeur italien  († 26 avril 1932).
- 29 janvier : Frederick Delius, compositeur britannique († 10 juin 1934).
- 30 janvier : Walter Damrosch, chef d'orchestre et compositeur américain († 22 décembre 1950).
- 5 février : Felipe de Jesús Villanueva Gutiérrez, compositeur, violoniste et pianiste mexicain († 28 mai 1893).
- 13 février : Karel Weis, compositeur et musicologue tchèque († 4 avril 1944).
- 17 février : Edward German, musicien, compositeur britannique ( † 11 novembre 1936)
- 10 mars : 
  - Fernand Le Borne, compositeur, critique musical et chef d'orchestre d'origine belge († 15 février 1929).
  - Florence Aylward, compositrice anglaise († 14 octobre 1950).
- 24 mars : Francisco Alió, compositeur et pianiste espagnol († 31 mars 1908).
- 27 mars : Arturo Berutti, compositeur argentin († 3 janvier 1938).
- 5 avril : 
  - Louis Ganne, compositeur français († 13 juillet 1923).
  - Leo Stern, violoncelliste anglais († 10 septembre 1904).
- 9 avril : Jacques Tessarech, guitariste et compositeur français († 29 mars 1929).
- 14 avril : Edouard Nadaud, violoniste français († 13 février 1928).
- 2 mai : Maurice Emmanuel, compositeur français († 14 décembre 1938).
- 7 mai : Marie Prestat, organiste, pianiste, compositrice et pédagogue française († 11 septembre 1933).
- 4 juillet : Joseph Adamowski, violoncelliste américain d'origine polonaise († 8 mai 1930).
- 11 juillet : Liza Lehmann, soprano et compositrice britannique († 19 septembre 1918).
- 29 juillet : Mona McBurney, pianiste et compositrice britannique († 4 décembre 1932).
- 2 août : Björn Halldén, acteur et compositeur suédois († 15 octobre 1935).
- 22 août : Claude Debussy, compositeur français († 25 mars 1918).
- 2 septembre : Alphons Diepenbrock, compositeur, essayiste et classiciste néerlandais († 5 avril 1921).
- 25 septembre : Léon Boëllmann, organiste et compositeur français († 11 octobre 1897).
- 8 octobre : Emil von Sauer, pianiste et compositeur allemand († 29 avril 1942).
- 10 octobre : Arthur De Greef, pianiste et compositeur belge († 29 août 1940).
- 15 octobre : Conrad Ansorge, pédagogue, pianiste et compositeur allemand († 13 février 1930).
- 23 octobre : Prosper Mortou, musicien français († 2 mai 1925).
- 1er novembre : Johan Wagenaar, compositeur et organiste néerlandais († 17 juin 1941).
- 23 novembre : Alberto Williams, pianiste, compositeur, professeur de musique et chef d'orchestre argentin († 17 juin 1952).
- 25 novembre : Ethelbert Nevin, pianiste et compositeur américain († 17 février 1901).
- 29 novembre : Friedrich Klose, compositeur et pédagogue allemand († 24 décembre 1942).
- 17 décembre : Moriz Rosenthal, pianiste américain originaire d'Autriche-Hongrie († 3 septembre 1946).
- 23 décembre : Otto Findeisen, chef d'orchestre et compositeur allemand († 25 janvier 1947).
- 24 décembre : Stéphan Elmas, compositeur, pianiste et professeur arménien († 11 août 1937).

Date indéterminée
- Georges Mac-Master, organiste et compositeur irlandais naturalisé français († 31 mars 1898).
- Marguerite Ugalde, mezzo-soprano française († 1940).

## Décès

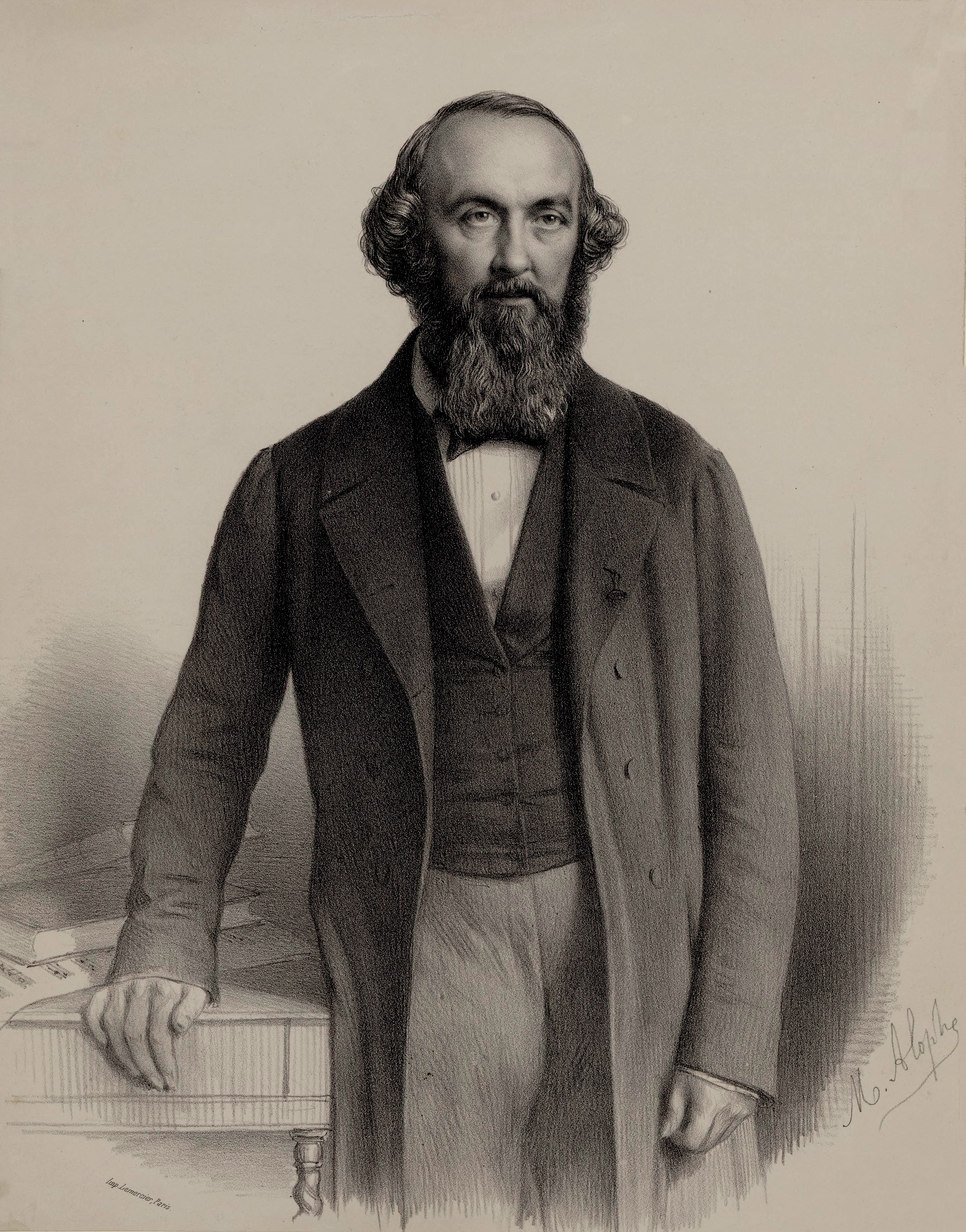
Adrien de La Fage

- 7 février : František Škroup, auteur-compositeur et chef d'orchestre tchécoslovaque (° 3 juin 1801).
- 8 mars : Adrien de La Fage, compositeur et musicologue français (° 28 mars 1801).
- 12 mars : Gustave Vaëz, librettiste et traducteur de livrets d’opéra belge (° 6 décembre 1812).
- 17 mars : Jacques Fromental Halévy, compositeur français (° 27 mai 1799).
- 22 août : Charles Wugk Sabatier, pianiste, organiste, compositeur et professeur de musique canadien d'origine française (° 1er décembre 1819).
- 2 décembre : Marius Gueit, organiste, violoncelliste et compositeur français (° 2 juillet 1808).